# Georg Schleif
Johann Georg Schleif (* 26. Juli 1822 in Triebes; † 16. August 1864 ebenda) war ein deutscher Gutsbesitzer und Politiker.

## Leben
Schleif war der Sohn des Johann Georg Schleif aus Triebes und dessen Ehefrau Christiane geborene Förster aus Böhmersdorf. Er war evangelisch-lutherischer Konfession und heiratete am 28. April 1846 in Triebes Christiane Sophie Scheibe (* 4. Oktober 1822 in Triebes; † 11. Mai 1891 ebenda), die Tochter des Gutsbesitzers Johann Christoph Scheibe in Triebes.
Schleif lebte als Gutsbesitzer in Triebes. 
Vom 2. Oktober 1848 bis zum 21. Dezember 1849 war er Abgeordneter im Landtag Reuß jüngerer Linie. 